# Naturschutzgebiet Rustwerder
Koordinaten: 54° 1′ 34,6″ N, 11° 31′ 21″ O

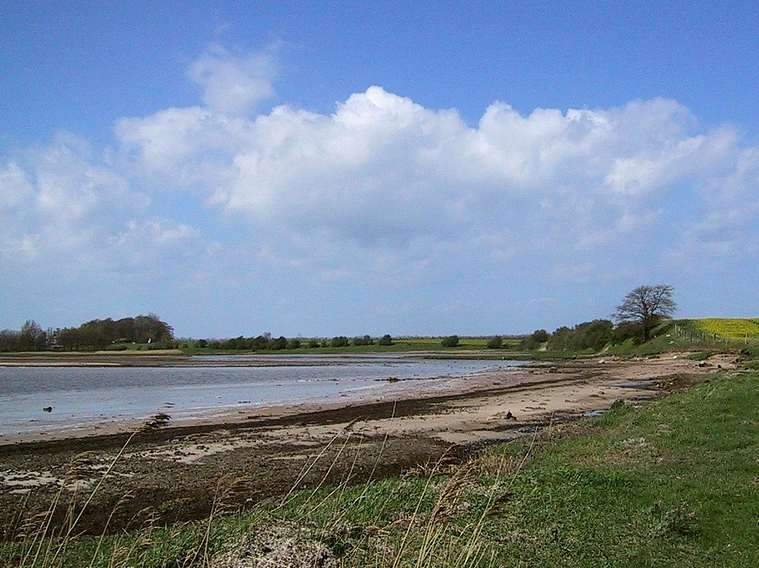
Blick von Osten in das Gebiet

Das Naturschutzgebiet Rustwerder ist ein Naturschutzgebiet in Mecklenburg-Vorpommern auf der Halbinsel Boiensdorfer Werder. Es gehört zur Landschaftseinheit Wismarbucht und wurde am 31. März 1971 mit einer Größe von 20 Hektar ausgewiesen. Der Schutzzweck besteht im Erhalt eines Strandhakens, der aktiv durch Küstenausgleichsprozesse geformt wird. Weiterhin liegen im Schutzgebiet seit Jahrhunderten beweidete Salzgrünländer, die wichtige Brutplätze zahlreicher Vogelarten sind.
Der aktuelle Gebietszustand wird als gut eingestuft. Störungen gehen vom nahegelegenen Zeltplatz aus.
Ein Teil der Flächen liegt seit 2009 im Eigentum der NABU-Stiftung Nationales Naturerbe.